# Andy Preining
Andreas "Andy" Preining, né le 14 novembre 1960, est un ancien pilote moto autrichien. Il court en grand prix entre 1985 et 1994. 

## Biographie
Bon pilote de la fin des années 1980 et début 1990. Il est sponsorisé par le magazine hardcore OKM et est souvent accompagné de l'actrice porno Dolly Buster qui sponsorise l'usine Rotax. Il fait la majeure partie de sa carrière pour l'usine Rotax puis il pilote pour Aprilia. En 1989 il est indirectement responsable de la mort d'Ivan Pallazzese qui le percute provoquant un carambolage qui coûte la vie au Vénézuélien. En 1990, il pilote la Honda du Team Tech 3 alors débutant où il récupère la moto de Dominique Sarron blessé il parvint à terminer 4e aux Pays-Bas. Il arrête sa carrière fin 1994 chez Aprilia. Sa meilleure performance en grand prix est une quatrième place. Sa meilleure performance en essais est une troisième place qu'il remporte au Grand Prix moto des Pays-Bas à Assen en 1992.

## Palmarès
- meilleur résultat en GP : 4e en 1990 au Grand Prix des Pays-Bas
- meilleur qualification : 3e en 1992 lors du Grand Prix des Pays-Bas
- meilleur classement : 11e en 1991 avec 60 points